# 달이 이끄는 이세계 여행
《달이 이끄는 이세계 여행》(일본어: 月が導く異世界道中 츠키가 미치비쿠 이세카이 도우츄우[*])는 아츠미 케이(작가), 마츠모토 미츠아키(일러스트)가 원작한 일본의 소설 작품이다. 소설 투고 사이트 「소설가가 되자」에서 발표돼 알파폴리스 제5회 판타지 소설대상 독자상을 수상했고 이 회사에서 발행했다. 2021년 4월 현재 시리즈 누계 발행 부수는 170만 부를 돌파하고 있다. 단행본은 2022년 기준으로 일본 현지에서 18권까지, 대한민국 D&C미디어에서 10권에 8.5권도 같이 간행했다. 애니메이션은 C2C에서 만들어 도쿄 MX 등에서 2021년 7월 7일부터 9월 22일까지 제1기로 방영되었고, 2024년부터 제2기로 방영될 예정이다.

## 줄거리
부모의 사정으로 이세계에 용사로서 소환될 운명인 고교생 미스미 마코토. 그런 마코토를 이세계의 신에게 인도하는 일을 맡은 츠쿠요미 덕에 이런저런 사정을 듣게되고 치트 능력도 받아 각오를 다지고 소환되었지만, 정작 미코토를 소환한 이세계의 여신은 "뭐야? 못생겼잖아! 내 취향이 아니니까 꺼져"라며 세상의 끝, 황야의 땅으로 날려버린다.
더욱 더 어이없는 일은 정식으로 소환될 예정이었던 마코토가 혹시나 마음에 들지 않을 걸 대비해서 지구의 신들 몰래 이미 다른 일본인 2명을 용사로서 계약해 두었고, 멋대로 이들을 소환해서 온갖 치트능력과 가호를 내린 후에 각각 왕국과 제국에 보내버렸다는 것. 사실을 알게 된 마코토는 "내 저 망할 여신에게 반드시 한방 먹이겠다"라는 일념으로 황야에서의 탈출을 시작한다.